# Куссер, Иоганн Зигизмунд
Иога́нн Зигизму́нд Ку́ссер (нем. Johann Sigismund Kusser; 13 февраля 1660, Пресбург, Австрия, ныне Братислава, Словакия — 17 ноября 1727, Дублин, Англия, ныне Ирландия) — немецкий композитор и дирижёр.

## Биография
Родился в семье кантора. Предположительно в 1674—1682 годах находился в Париже и Версале, где учился оперному и оркестровому письму у Жана-Батиста Люлли. Работал дирижёром во многих городах Германии: Баден-Бадене, Ансбахе, Брауншвейге, Гамбурге (оставил заметный след в развитии Гамбургского оперного театра), Аугсбурге, Штутгарте. В конце 1704 года переехал в Лондон. В 1707—1711 годах преподавал в Тринити-колледже. В конце жизни стал придворным капельмейстером в Дублине. Иоганн Маттезон высоко ценил искусство Куссера. Он вместе с Маттезоном, Кайзером, Телеманом, Граупнером и Генделем входит в число ведущих оперных композиторов Германии конца XVII - начала XVIII вв. Хотя большинство вокальных сочинений Куссера не сохранилось, до нас дошло несколько циклов оркестровых сюит, представляющих один из самых ранних примеров этого французского жанра на немецкой почве и отмеченных большой фантазией и мастерством.

## Сочинения
- Клеопатра / Cleopatra (Libretto vermutlich von Friedrich Christian Bressand nach Giacomo Francesco Bussani, Giulio Cesare in Egitto), Oper Vorspiel und 3 Akte (Uraufführung 4. Februar 1690 Braunschweig)
- Юлия / Julia (ders.?), Oper 3 Akte (1690 Braunschweig)
- La Grotta di Salzdahl (Flaminio Parisetti), Divertimento 1 Akt (Frühjahr 1691 Braunschweig)
- Нарцисс / Narcissus (Gottlieb Fiedler), Oper Prolog und 3 Akte (4. Okt. 1692 Braunschweig; Kusser wird auf dem Libretto [Hamburg 1692] als Ober-Capellmeister bezeichnet)
- Андромеда / Andromeda, Singspiel 3 Akte (1692 Braunschweig)
- Ариадна / Ariadne (Bressand), Oper 5 Akte (15. Dez. 1692 Braunschweig)
- Ясон / Jason (ders.), Singspiel 5 Akte (1. Sept. 1692 Braunschweig)
- Пор / Porus (ders., nach Jean Racine), Singspiel 5 Akte (1693 Braunschweig); von Christian Heinrich Postel umgearbeitet und 1694 unter Kussers Leitung als Der durch Groß-Muth und Tapfferkeit besiegte Porus in Hamburg aufgeführt
- Erindo oder Die unsträfliche Liebe (Bressand), Schäferspiel 3 Akte (1694 Hamburg)
- Der großmütige Scipio Africanus (Fiedler, nach Nicolò Minato), Oper 3 Akte (1694 Hamburg)
- Пирам и Фисба / Pyramus und Thisbe getreue und festverbundene Liebe (C. Schröder), Oper mit Prolog (möglicherweise nicht aufgeführt)
- Der verliebte Wald, Singspiel 1 Akt (Stuttgart)
- Gensericus, als Rom und Karthagens Überwinder (Postel), Oper (1694 Hamburg); zweifelhaft, auch Johann Georg Conradi zugeschrieben
- Адонис / Adonis (Libretto von Bressand nach Flaminio Parisetti, Gl'inganni di Cupido), Oper 3 Akte (zwischen 1698 und 1702), 2005 in der Württembergische Landesbibliothek|Württembergischen Landesbibliothek wiederentdeckt[1][2].
- The Man of Mode (George Etherege) (9. Febr. 1705 London, Little Lincoln's Inn Fields)